# 女隐修院院长

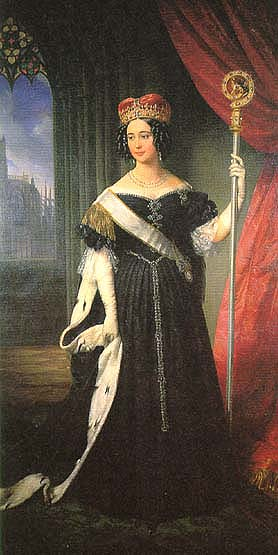
女隐修院院长与权杖

女隐修院院长或譯女修道院院長（英語：Abbess），是女性的修道院長，修道院的女性領導者，男性的修道院長在英語稱為英語：。例如天主教本笃会的隐修女团体、圣方济各第二会以及其他修会女隐修院的负责人。其年龄在40岁以上，隐修超过10年，由教区主教举行仪式任命，并授予表示职权的权杖。约514年始见于罗马碑文中。

## 扩展阅读
- Oestreich, Thomas. .  1. New York: Robert Appleton Company. 1907.
- 本条目包含来自公有领域出版物的文本: Chisholm, Hugh (编). .  (第11版). London: Cambridge University Press. 1911.